# عباس دبوق
عباس محمد دبوق المقلب بأبو أسامة عباس جمعة (20 يوليو 1960 - 8 يناير 2019)، قائد وطني وقومي وقيادي في جبهة التحرير الفلسطينية.
عباس دبوق هو عضو المكتب السياسي في جبهة التحرير الفلسطينية ومسؤول علاقاتها السياسية، كما أنه عضو في المؤتمر القومي العربي والمنتدى القومي العربي واللجنة الوطنية للدفاع عن الأسرى والمعتقلين في سجون الاحتلال الصهيوني واللقاء اليساري العربي والاتحاد الدولي للصحافة العربية.

## نبذة عن حياته
ولد عباس دبوق أو كما يعرف أبو أسامة عباس جمعة في مدينة صور في جنوب لبنان، ونشأ في عائلة مكونة من 7 أفراد. متزوج وأب لعائلة مكونة من ستة أفراد.
تلقى علومه مدارس صور وتطوع في صفوف الثورة الفلسطينية في لبنان عندما كان في الثالثة عشر من عمره، بداية في الجبهة الشعبية القيادة العامة ثم في صفوف جبهة التحرير الفلسطينية، خلال الحرب الأهلية اللبنانية وأحداث ما بعد الاجتياح عام 1982 قتل أخوه حسن واختطف أخيه حسين دبوق اللذان كانا عضوين في جبهة التحرير الفلسطينية.

## نشاطه السياسي
في صفوف جبهة التحرير الفلسطينية مارس عباس جمعة عمله العسكري فخدم في مواقع عسكرية مختلفة مقاتلا في جبهة التحرير وشارك في التصدي للاجتياح الإسرائيلي حيث تنقل هو وعائلته بين مخيمات لبنان حتى العام انتهاء الحرب الأهلية اللبنانية، حيث تابع عمله في المجال السياسي بداية كعضو في قيادة منطقة صور ثم مسؤولا لمنطقة صور ثم عضوا في اللجنة المركزية للجبهة وصولا إلى عضوية مكتبها السياسي ومسؤولا لعلاقاتها السياسية.
برز عباس جمعة في المجال الإعلامي حيث كان يتابع العمل الإعلامي للجبهة في فلسطين ولبنان وأسس صحيفة الوفاء الفلسطينية ومركز الغد الثقافي التربوي الذي أصبح لاحقا مركز الوفاء الإعلامي.

## آراؤه وكتاباته
يعرف عباس جمعة عن نفسه بأنه يساري وقومي عربي يعتبر عباس جمعة عضوا ناشطا في جبهة التحرير كما أنه كاتب سياسي حيث كتب المئات من المقالات وله الكثير من التصريحات والآراء. وشارك في وثائقي قناة الميادين خنادق الذاكرة... لبنانيون في الثورة الفلسطينية، ولطالما عبر عن موقفه المتمسك بمنظمة التحرير الفلسطينية إطارا جامعا للشعب الفلسطيني وداعيا للمصالحة الوطنية الفلسطينية منتقدا سياسات القمع ومؤكدا ضرورة المقاومة بكافة الطرق والوسائل المتاحة والممكنة.
في سؤال عن سبب انتمائه للثورة الفلسطينية على قناة الميادين قال عباس جمعة أنه يؤمن بأن كل هذه المنطقة قبل سايكس بيكو هي بلاد الشام وهويتها هي هوية عربية لذلك هناك تنوع في صفوف الثورة الفلسطينية وترابط بين شعوبها.
بنى عباس جمعة العديد من العلاقات السياسية في جنوب لبنان خصوصا مع حزب الله وحركة أمل والحزب الشيوعي اللبناني والتنظيم الشعبي الناصري والحزب السوري القومي الإجتماعي والعالم العربي وشارك في العديد من المؤتمرات في تركيا وكردستان العراق والمغرب وتونس وسوريا.

## وصلات خارجية
- اعتصام حاشد تضامناً مع الاسرى في سجون الاحتلال بمدينة صور.
- لجنة الدفاع عن الاسرى أحيت ذكرى محمد العباس واعتقال سكاف بالتزامن مع خميس الاسرى.
- تجمع اللجان جبهة التحرير: لدعم انتفاضة القدس في مواجهة الاحتلال.
- وثائقي الميادين | خنادق الذاكرة... لبنانيون في الثورة الفلسطينية